# Leif Andersson (friidrottare)
Leif Andersson, född 15 oktober 1937, en svensk före detta friidrottare (mångkamp). Han tävlade för klubbarna IK Hakarpspojkarna och  IK Ymer och vann SM i tiokamp år 1962.

## Personliga rekord
- Tiokamp: 6382 poäng[5] (Gävle 15 juli 1962). Serie[6]: 12.4s 639cm 1377cm 170cm 55.5s 16.0s 3961cm 400cm 5407cm 4:34.0min[2]

## Fotnoter
1. 1 2 3   Svenska Mästerskapen i friidrott 1896-2005. Trångsund: Erik Wiger/TextoGraf Förlag. 2006. sid. 144. ISBN 91-631-9065-6
2. 1 2   Sverigebästa genom tiderna i friidrott. Trångsund: Bengt Holmberg/TextoGraf Förlag. 2009. sid. 315. ISBN 978-91-977146-3-1
3. ↑  Säsongerna 1959 och 1960
4. ↑  Säsongen 1962
5. ↑  1985 års tabell
6. ↑  100 meter, längd, kula, höjd, 400 meter, 110 meter häck, diskus, stav, spjut, 1500 meter